# 3 Songs
3 Songs третій EP американської пост-хардкор-групи Fugazi, який був випущений 1 січня 1990 року.

## Треклист
1. Song #1 - 2:54
2. Joe #1 - 3:01
3. Break-In - 1:32